# Mother's Army
I Mother's Army sono stati un supergruppo hard rock statunitense, formatosi nel 1993.

## Storia
La loro formazione originale era composta dal cantante Joe Lynn Turner, dal chitarrista Jeff Watson, dal bassista Bob Daisley e dal batterista Carmine Appice, sostituito da Aynsley Dunbar per l'ultimo album in studio.

## Formazione
Ultima
- Joe Lynn Turner – voce (1993-1998)
- Jeff Watson – chitarra (2016-presente)
- Bob Daisley – basso (2016-presente)
- Aynsley Dunbar – batteria (2016-presente)

Membri precedenti
- Carmine Appice – batteria

## Discografia

### Album in studio
- 1993 – Mother's Army
- 1997 – Planet Earth
- 1998 – Fire on the Moon